# یوهان ترولمن
یوهان ترولمن (انگلیسی: Johann Trollmann; ۲۷ دسامبر ۱۹۰۷ – ۹ فوریهٔ ۱۹۴۳) بوکسور اهل آلمان بود.